# مانجانا (القسطنطينية)

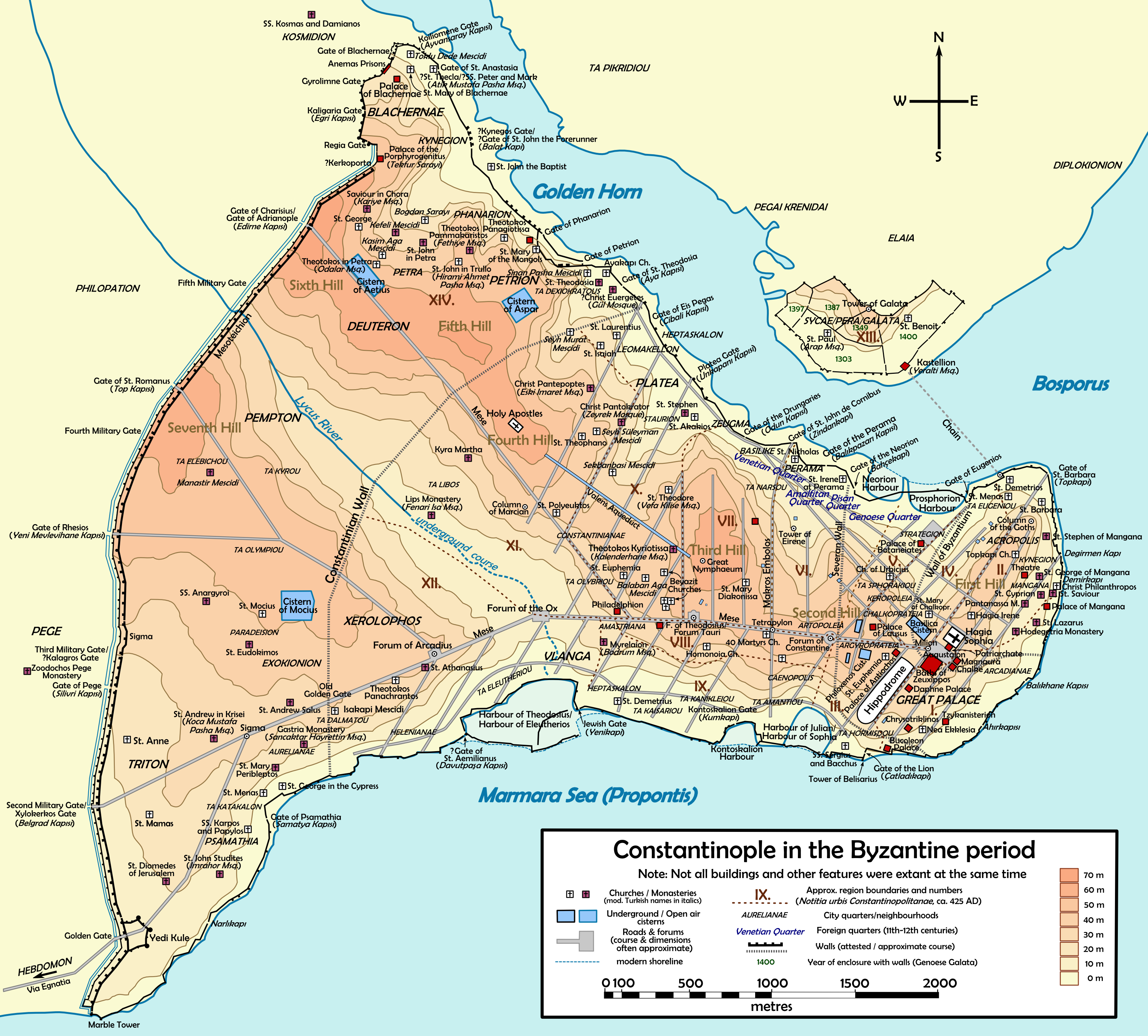
خريطة القسطنطينية البيزنطية.

مانجانا  ((باليونانية: Μάγγανα)‏) كان واحدة من إحدى زوايا القسطنطينية في العصر البيزنطي. تقع على الطرف الشرقي من شبه جزيرة سيركيسي التي تقع فيها المدينة، وتضم قصرًا إمبراطوريًا وترسانة والعديد من الكنائس والمؤسسات الخيرية طوال الفترات البيزنطية الوسطى والمتأخرة.